# Weremień
Weremień (dawniej Weremiń, w latach 1977–1981 Podegrodzie) – wieś w Polsce położona w województwie podkarpackim, w powiecie leskim, w gminie Lesko.
W połowie XIX wieku właścicielem posiadłości tabularnej Weremiń z Łączkami był Edmund Krasicki.
W latach 1975–1998 miejscowość administracyjnie należała do województwa krośnieńskiego.
W Weremieniu jest prowizoryczna rzymskokatolicka kaplica  pw. MB Częstochowskiej, zbudowana na miejscu dawnej cerkwi, należąca do parafii Nawiedzenia NMP w Lesku oraz lądowisko Weremień